# Аріель Науельпан
Аріель Херардо Науельпан Остен (ісп. Ariel Gerardo Nahuelpán Osten, нар. 15 жовтня 1987, Буенос-Айрес) — аргентинський футболіст, нападник, відомий виступами за низку латиноамериканських команд.

## Ігрова кар'єра
У дорослому футболі дебютував 2006 року виступами за команду «Нуева Чикаго», в якій провів два сезони, взявши участь у 47 матчах чемпіонату і забивши дуже пристойний 21 гол. 
Згодом у 2008–2010 роках був гравцем бразильської «Корітіби», у складі якої здобув два титули переможця Ліги Паранаенсе у 2008 і 2010 року. На момент здобуття другого титулу вже покинув команду, перебравшись до іспанського «Расінга» (Сантандер). У європейській команді регулярно отримував ігровий час, проте результативністю не відзначався і на початку 2012 року повернувся до Південної Америки.
У 2012–2013 роках виступав за еквадорські «ЛДУ Кіто» та «Барселону» (Гуаякіль), після чого уперше спробував сили у першості Мексики як гравець «УНАМ Пумас». Провівши частину 2014 року на батьківщині в оренді в «Тігре», повернувся до Мексики, ставши гравцем  «Пачуки». Відіграв за команду з Пачука-де-Сото два сезони своєї ігрової кар'єри, був основним гравцем її атакувальної ланки і одним із ґґ головних бомбардирів, маючи середню результативність на рівні 0,4 гола за гру першості.
Пізніше у 2016–2017 роках грав за бразильський «Інтернасьйонал», після чого виступав за еквадорську «Барселону» (Гуаякіль), мексиканські «Тіхуану» та «Керетаро», а також уругвайський «Пеньяроль».
У лютому 2022 року на правах вільного агента повернувся до «Керетаро».

## Титули і досягнення
- Переможець Ліги Паранаенсе (2):

«Корітіба»: 2008, 2010